# 至尊盟
至尊盟（zhizun gumi）由侯廷達以公司型態結合部分角頭份子成立於民國85年間，會員數不明，被稱為「股市黑衫軍」。組織架構為仿照日本經濟犯罪組織「總會屋」的運作模式。主要暴力經濟任務為從事介入上市公司股東會，以暴力恐嚇上市公司，還要董監事讓出席次等不法行為。活躍於大臺北地區，以板橋、土城、新店、公館、景美、木柵、汐止、南港、雙溪、基隆、北投、士林、大同等為主。1997年至尊盟遭大舉掃蕩，總會長等高層被依治平專案對象羈押綠島，至此至尊盟離散而勢微。2001年至2002年，基隆市警察局大舉掃蕩天道盟太陽會及同心會，造成兩大勢力漸趨式微；其時至尊盟殘餘伺機轉以暴力討債等形式旭起活動於基隆。

## 參閲
- 臺灣黑幫
- 至尊會

## 外部連結
- 組織犯罪防制條例 （页面存档备份，存于）（繁體中文）